# Barons de Birmingham
Les Barons de Birmingham (en anglais : Birmingham Barons) sont un club américain de baseball basé à Birmingham, dans l'État américain de l'Alabama. Le club actuel, c'est-à-dire de niveau AA évoluant en division sud de la Southern League, existe depuis 1946. Les Barons sont affiliés aux White Sox de Chicago depuis 1986, après avoir été affilié aux Tigers de Détroit de 1981 à 1985.

## Histoire
Les actuels Birmingham Barons sont la troisième équipe à porter ce nom. Comme indiqué sur son logo, le club revendique toutefois l'héritage de ces deux homonymes.
Fondé en 1885 sous le nom de Coal Barons, la première mouture des Barons est un des fondateurs de la Southern Association, ligue mineure active de 1901 à 1961.
La deuxième version des Barons opère en Southern League en 1964-1965. L'équipe est rebaptisée Athletics de Birmingham de 1966 à 1975.
Le club actuel est fondé en 1981 à la suite du déménagement des Rebels de Montgomery à Birmingham. Les Barons remportent cinq fois le titre de la Southern League.
Lors de sa courte mais très médiatique carrière de joueur de baseball, l'ancien basketteur Michael Jordan évolua chez les Barons de Birmingham en 1994.
Côté affluences, les Barons ont attiré 280 171 spectateurs lors de leurs matches à domicile en 2007 soit une moyenne de 4002 spectateurs par match.

## Palmarès
- Champion de la Southern League : 1983, 1987, 1989, 1993 et 2002
- Vice-champion de la Southern League : 1991 et 2009